# サラリーマン金太郎 (永井大のテレビドラマ)
『サラリーマン金太郎』（サラリーマンきんたろう）は、本宮ひろ志の『サラリーマン金太郎』を原作とし、テレビ朝日によって製作された日本の実写映像化作品シリーズ。主演は永井大。制作プロダクションはメディアミックス・ジャパン。

## 概要
第1期は、2008年10月10日から12月12日まで毎週金曜日23:15 - 翌0:10に、「金曜ナイトドラマ」枠で放送された。
金太郎役はTBS版の主役だった高橋克典の後輩である永井大（高橋と永井は所属事務所が同じで、特命係長 只野仁でも同じ関係）。
当初は末永美鈴役に畑野ひろ子の起用が発表されたが畑野の結婚・妊娠が明らかになったことから降板、井上和香が代役に起用された（畑野ひろ子は高橋克典版の第1期に出演していた）。また山下浩一郎役の長谷川初範も高橋克典版の第2期に水谷高志役で出演している。
『サラリーマン金太郎2』（第2期）は、2010年1月8日から3月12日まで毎週金曜日23:15 - 翌0:15に、「金曜ナイトドラマ」枠で放送された。
キャッチコピーは、「サラリーマンをなめんじゃねぇ!!」（第1期・第2期共）。

## キャスト

### ヤマト建設 ⇒ ヤマト中央建設
- 矢島金太郎（旧ヤマト建設出身） - 永井大（第1期、第2期）
- 黒川優作（ヤマト中央建設 副社長・旧ヤマト建設出身） - 古谷一行（第1期、第2期）
- 大和守之助（ヤマト中央建設 オーナー会長・旧ヤマト建設出身） - 宇津井健（第1期、第2期）
- 大島源造 - 柴俊夫（第1期）
- 鷹司誠士（経営コンサルタント） - 細川茂樹（第1期、第2期）
- 桜井京子（旧中央建設出身） - 青山倫子（第1期、第2期）
- 丸山登（ヤマト中央建設 新社長・旧中央建設出身） - 森本レオ（第2期）
- 水木衛 - 風見しんご（第1期、第2期）
- 前田一郎 - 菊池健一郎（第1期）
- 田中政子 - 小川奈那（第1期）
- 石川吾郎 - 辻修（第1期、第2期）
- 岩下恵 - 安座間美優（第1期）
- 佐野里佳子 - 塩山みさこ（第1期）
- 遠山真里菜 - 金田美香（第1期）
- 西郷保 - RIKIYA（第2期）
- 磯部亜美 - 滝裕可里（第2期）
- 鳥居まどか - 秋元才加（当時AKB48）（第2期）
- 工藤晃 - 八神蓮（第2期）
- 塚本千尋 - 黒田恵未（第2期）
- 倉田玲奈 - 中山恵（第2期）
- 進藤勝（ヤマト中央建設 専務） - 天現寺竜（第2期）
- 野崎良助（ヤマト中央建設 専務） - ト字たかお（第2期）
- 小野田忠彦（ヤマト中央建設 社員） - 小林隆（第2期）
- 元木義男（ヤマト中央建設 労組委員長） - 野村宏伸（第2期）
- ヤマト中央建設 労組員 - 佐野圭亮（第2期）
- ヤマト中央建設 社員1 - 樋渡真司（第2期）

### 矢島家
- 矢島明美（金太郎の亡き妻） - 佐藤めぐみ（第1期）
- 矢島竜太（金太郎と亡き妻・明美の息子） - 庄司龍成（第1期、第2期）

### 金太郎の関係者
- 末永美鈴（高級クラブ「ジャルダン」ママ） - 井上和香（第1期、第2期）
- 三田善吉 - 麿赤兒（第1期）
- 斉藤忠茂 - 遠藤たつお（第1期）
- 中村加代 - 佐々木すみ江（第1期）

### その他

#### 第1期（2008年）
- 安西雪乃 - 佐藤めぐみ（第3話）
- 椎名徹平（椎名組の若親分・元“八州連合”） - 南圭介（第1期、第2期）
- 明智幸秀 - 高杉航大（第1期、第2期）
- 斎藤忠茂 - 遠藤たつお
- 海原徳次 - 戸沢佑介
- 椎名組若頭 - 岡田正典（第1期、第2期）
- 浅野マキ（高級クラブ「ジャルダン」） - 西丸優子（第1期、第2期）
- 三田善吉の息子 - ムロツヨシ
- 藤村瑛水 - 森一馬
- 土方鈔月 - 神威杏次
- 江沢有希 - 三原勇希
- 一ツ橋伸吾（天風山） - 長江英和
- 木村洋 - 泉政行
- 木津剛 - 森永健司
- 樋口明 - 佐久間哲
- 山内豊 - 児玉貴志
- 石井よし恵 - あまのまい
- 田所満 - 外間勝
- 川井秀男 - 鹿内孝
- 菊川千秋 - 徳澤直子
- 坂巻純一郎 - 渡邉紘平
- 町村哲 - 奥田達士
- 川井芳江 - 川口節子
- 北森美奈子 - 小川範子
- 石黒雅夫 - デビット伊東
- 倉本貞行 - 団時朗
- 磯崎慶介 - 山口祥行
- 重村哲三 - 滝川健
- 山下浩一郎 - 長谷川初範
- 清本正敏 - 京本政樹
- 和田守 - 神保悟志
- 和田守の息子 - 水田航生
- 太田和之 - 木下政治
- 岩井武 - 渡辺憲吉
- 稲山銑次 - 加藤四朗

#### 第2期（2010年）
- 平尾宗太郎（帝都建設） - 佐々木勝彦
- 丸山（夫人） - 澤井孝子
- 丸山修一（登の息子） - 北条隆博
- 一之瀬（ジャルダンの常連客） - 櫻庭博道
- 池波大二郎（温泉ホテルオーナー） - 笹野高史
- 川中果歩（温泉若女将） - 鈴木麻衣花
- 丸山の主治医 - 児玉頼信
- 鮫島猛士（駿河崎温泉ホテル基礎工事・下請業者） - 島津健太郎
- 池野初音（ダム反対派リーダー） - 中越典子
- 池野和明（初音の父） - 小沢日出晴
- 早川英明（ストリートギャング） - 辻岡正人
- 朝倉英雄（県会議員） - 東根作寿英
- 増岡（工事事務所長） - 山崎大輔
- 浦部（工事事務所員） - 佐伯新
- 大松忠夫（暴力団「江並組」組長） - 堀田眞三
- 藤城（和明と共にダム反対派の仲間） - 中丸新将
- 氷室壮助（旭星会 構成員） - 松田賢二
- 氷室の女 - 梅田絵理子
- 大竹勝男（殺し屋・通称「ピーマンの竹」） - 斎藤洋介
- 宇田川清之進（大地主） - 伊藤幸純
- 大須賀義助（旭星会 組長） - 山田明郷
- 中江重太郎（幹事長） - 竜雷太（特別出演）

## スタッフ
- 原作 - 本宮ひろ志（集英社「ヤングジャンプ コミックス」刊）
- 脚本 - 深沢正樹、倉持裕
- 演出 - 小松隆志、田村直己、安見悟朗、刑部俊哉
- 音楽 - 仲西匡
- プロデューサー - 大江達樹（テレビ朝日）、伊藤達哉（MMJ）
- 主題歌
  - 第1期 - ゆず「シシカバブー」[3]（セーニャ・アンド・カンパニー）
  - 第2期 - B'z「long time no see」[4]（VERMILLION RECORDS）
- 制作 - テレビ朝日、メディアミックス・ジャパン

## 放送日程

### 第1期
- 第1話は初回視聴率は金曜ナイトドラマ枠としては最高記録で、民放の深夜帯ドラマとしてはフジテレビの「SP 警視庁警備部警護課第四係」に次ぐ歴代2位の記録でもある。

| 各話                                                           | 放送日         | サブタイトル                                 | 脚本     | 演出     | 視聴率 |
| -------------------------------------------------------------- | -------------- | -------------------------------------------- | -------- | -------- | ------ |
| 第1話                                                          | 2008年10月10日 | 激突!! 暴走族あがりVS独裁社長                | 深沢正樹 | 小松隆志 | 13.8%  |
| 第2話                                                          | 10月17日       | 死闘!! 元暴走族、会社をつぶす                | 深沢正樹 | 小松隆志 | 11.1%  |
| 第3話                                                          | 10月24日       | 金太郎"闇のボス"に殺される!!                 | 深沢正樹 | 田村直己 | 10.9%  |
| 第4話                                                          | 10月31日       | 悪魔の関取と荒野の大決闘!!（荒船山・前編）   | 倉持裕   | 田村直己 | 12.1%  |
| 第5話                                                          | 11月07日       | いざ決戦!! 地獄の現場 完結編（荒船山・後編） | 倉持裕   | 小松隆志 | 12.1%  |
| 第6話                                                          | 11月14日       | 超セレブと禁断の愛                           | 深沢正樹 | 安見悟朗 | 11.3%  |
| 第7話                                                          | 11月21日       | 社長抹殺…復讐編はじまる                      | 深沢正樹 | 田村直己 | 09.5%  |
| 第8話                                                          | 11月28日       | 許すまじ!! 復讐編、衝撃の完結                | 倉持裕   | 小松隆志 | 11.1%  |
| 第9話                                                          | 12月05日       | 最終章…さらば愛しき女よ!! 最期の戦い         | 深沢正樹 | 田村直己 | 13.6%  |
| 最終話                                                         | 12月12日       | 暴走サラリーマンよ、永遠に!!                 | 深沢正樹 | 小松隆志 | 12.6%  |
| 平均視聴率 11.8%（視聴率はビデオリサーチ調べ、関東地区・世帯） |                |                                              |          |          |        |

### 第2期
| 各話                                                          | 放送日        | サブタイトル                    | 脚本     | 演出     | 視聴率 |
| ------------------------------------------------------------- | ------------- | ------------------------------- | -------- | -------- | ------ |
| 第1話                                                         | 2010年1月08日 | 復活!! 元暴走族vs裏切り新社長   | 深沢正樹 | 小松隆志 | 10.0%  |
| 第2話                                                         | 1月15日       | 銀座No.1ママ監禁!!白い肌の復讐  | 深沢正樹 | 小松隆志 | 09.1%  |
| 第3話                                                         | 1月22日       | 混浴温泉で女将誘惑 耐震偽装クビ | 深沢正樹 | 田村直己 | 09.4%  |
| 第4話                                                         | 1月29日       | 混浴決戦〜完結編!! 社長の最期…  | 深沢正樹 | 田村直己 | 09.2%  |
| 第5話                                                         | 2月05日       | 大波乱のダム決戦!! 美女と失踪!? | 倉持裕   | 小松隆志 | 08.6%  |
| 第6話                                                         | 2月12日       | 地獄のダム完結編!! 雪まみれキス | 倉持裕   | 刑部俊哉 | 08.3%  |
| 第7話                                                         | 2月19日       | 裸を見てください!! 裏切りの秘書 | 深沢正樹 | 田村直己 | 09.8%  |
| 第8話                                                         | 2月26日       | あなたが欲しいの…女スパイ接吻   | 深沢正樹 | 小松隆志 | 08.9%  |
| 第9話                                                         | 3月05日       | 最終章!! 2発の銃弾 愛した人死す | 倉持裕   | 田村直己 | 09.5%  |
| 最終話                                                        | 3月12日       | 仇討ち!! さらば…ラブホで死闘    | 深沢正樹 | 小松隆志 | 11.0%  |
| 平均視聴率 9.4%（視聴率はビデオリサーチ調べ、関東地区・世帯） |               |                                 |          |          |        |